# 스페인자카

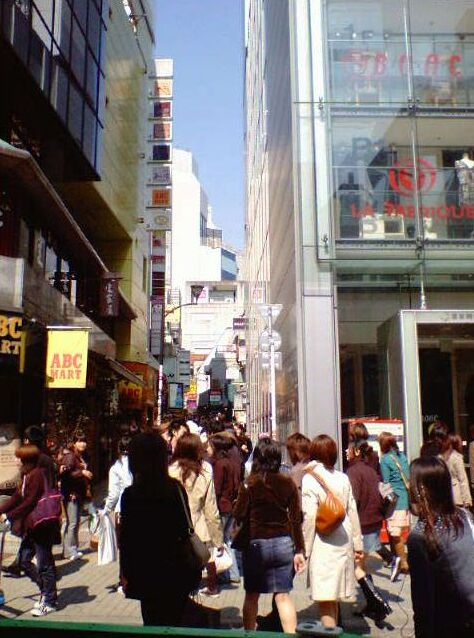
스페인자카 (2005년 3월 28일)

스페인자카(スペイン坂, Spain zaka)는 일본 도쿄도 시부야에 있는 길거리로 의류, 신발, 잡화 등을 취급하는 전문점들이 늘어서 있고, 곳곳에 레스토랑이 있어 유명한 길거리이다. 스페인자카라는 이름의 유래는 이곳에 있던 카페 아라비가의 주인인 우치다 히로시부가 사진으로 본 스페인 풍경에 끌려 가게의 인테리어를 스페인풍으로 꾸민 것에서 비롯된 것이다.